# پریش تنگیپاهوا (لوئیزیانا)
تنگیپاهوا پریش (به انگلیسی: Tangipahoa Parish) یک قصبه در ایالات متحده آمریکا است که در لوئیزیانا واقع شده‌است.

## خصوصیات
تنگیپاهوا پریش ۲٬۱۳۱٫۵۷ کیلومترمربع مساحت دارد.